# San José del Rincón
Pour les articles homonymes, voir San José del Rincón (Argentine).
San José del Rincón est une municipalité dans l'État de Mexico au centre du Mexique.
Sa population était de 93 878 habitants en 2015.